# Andrea Chiesa
Andrea Giorgio Chiesa (* 6. Mai 1964 in Mailand) ist ein ehemaliger Schweizer Automobilrennfahrer. Er nahm unter anderem 1992 an Rennen zur Formel-1-Weltmeisterschaft sowie 2007 und 2008 am 24-Stunden-Rennen von Le Mans teil.

## Karriere
Der in Mailand geborene Chiesa fuhr 1986 eine erste gute Saison in der italienischen Formel-3-Meisterschaft, die er 1987 mit drei Siegen bei den ersten vier Rennen noch übertraf. In der Meisterschaft musste er sich am Ende des Jahres aber Enrico Bertaggia geschlagen geben.
1988 stieg Chiesa in die Internationale Formel-3000-Meisterschaft ein. Das erste Jahr war schwierig und von vielen Ausfällen geprägt. Er fuhr nur einen Punkt für die Meisterschaft ein. 1989 steigerte er sich, gewann das Rennen in Enna und wurde Zweiter in Vallelunga. Die Meisterschaft beendete er als Sechster.
1990, als Fahrer im Team von Paul Stewart, dem Sohn von Jackie Stewart, erreichte Chiesa den siebten Gesamtrang. Seine vierte Saison in Folge in der Formel 3000 geriet zum Desaster. Obwohl Chiesa auf bestes Material zurückgreifen konnte, endete die Saison ohne einen einzigen Punkt in der Meisterschaft.
Dennoch bekam Chiesa 1992 einen Werksvertrag in der Formel 1. Er unterschrieb bei Fondmetal, dem Nachfolgeteam von Osella und gab sein Debüt beim Großen Preis von Mexiko. Die Zeit in der Formel 1 war jedoch ein Fehlschlag. Chiesa qualifizierte sich nur dreimal für einen Grand Prix und seine Ausfallsrate lag bei 100 %. Zweimal schied er nach einem Dreher vorzeitig aus, in Frankreich kollidierte er mit Maurício Gugelmin.
Der Formel-1-Traum endete nach nur einem Jahr und Chiesa ging in die USA. Er fuhr das Champ-Car-Eröffnungsrennen 1993 in Surfers Paradise und bestritt Sportwagenrennen für Riley & Scott.
Nach Jahren der Abwesenheit gab der Schweizer 2007 in Le Mans im Team von Spyker ein Comeback. Auch 2008 war er für die niederländische Mannschaft und deren Spyker C8 in der Le-Mans-Serie und an der Sarthe am Start. Beide Rennen endeten mit Ausfall; 2007 gab es einen Motorschaden und im Jahr darauf war es erneut ein technischer Defekt, der die Fahrt vorzeitig beendete.

## Statistik

### Le-Mans-Ergebnisse
| Jahr | Team               | Fahrzeug                   | Teamkollege     | Teamkollege          | Platzierung | Ausfallgrund |
| ---- | ------------------ | -------------------------- | --------------- | -------------------- | ----------- | ------------ |
| 2007 | Spyker Squadron BV | Spyker C8 Spyder C2-R      | Andrea Belicchi | Alex Caffi           | Ausfall     | Motorschaden |
| 2008 | Speedy Racing Team | Spyker C8 Laviolette GT2-R | Iradj Alexander | Benjamin Leuenberger | Ausfall     | Defekt       |

### Sebring-Ergebnisse
| Jahr | Team              | Fahrzeug           | Teamkollege | Teamkollege | Platzierung | Ausfallgrund |
| ---- | ----------------- | ------------------ | ----------- | ----------- | ----------- | ------------ |
| 2003 | Seikel Motorsport | Porsche 911 GT3-RS | Gabrio Rosa | Alex Caffi  | Rang 14     |              |